# Друга мексиканська імперія
Друга мексиканська імперія (ісп. Segundo Imperio Mexicano) — монархічна держава, що існувала з 1863 по 1867 на території Мексики. Виникла під час французької інтервенції, що підтримала як імператора австрійського ерцгерцога Максиміліана I Габсбурга. Падіння імперії призвело до страти імператора та відновлення республіки.

## Проголошення імперії
18 червня 1863 французькою владою скликана залежна від Наполеона III Верховна урядова хунта з 35 осіб. Хунта обрала регентську раду і скликала асамблею з 215 нотаблів, які мали обрати імператора. 10 липня нотаблі проголосили Мексику поміркованою спадковою монархією та запропонували імператорську корону австрійському ерцгерцогу Максиміліану.
10 квітня 1864 Максиміліан прийняв корону. Він також затвердив договір між Мексикою та Францією, що накладав на першу непосильні фінансові зобов'язання по сплаті боргів. Секретний додаток до договору зокрема містив пункт, про те, що Франція зобов'язується не відмовляти імперії в допомозі незалежно від подій в Європі.
Наприкінці травня Максімліан з дружиною Шарлоттою прибув у Веракрус. 11 червня він вступив в Мехіко.

## Загальні характеристики
Імперія Максиміліана I була визнана всіма найбільшим державами Старого світу. На початку свого правління імператор зайнявся активною законодавчою та державною діяльністю.
Були засновані посади імператорських комісарів, які повинні були інспектувати провінції, і утворено Державну раду для напрацювання законопроєктів.

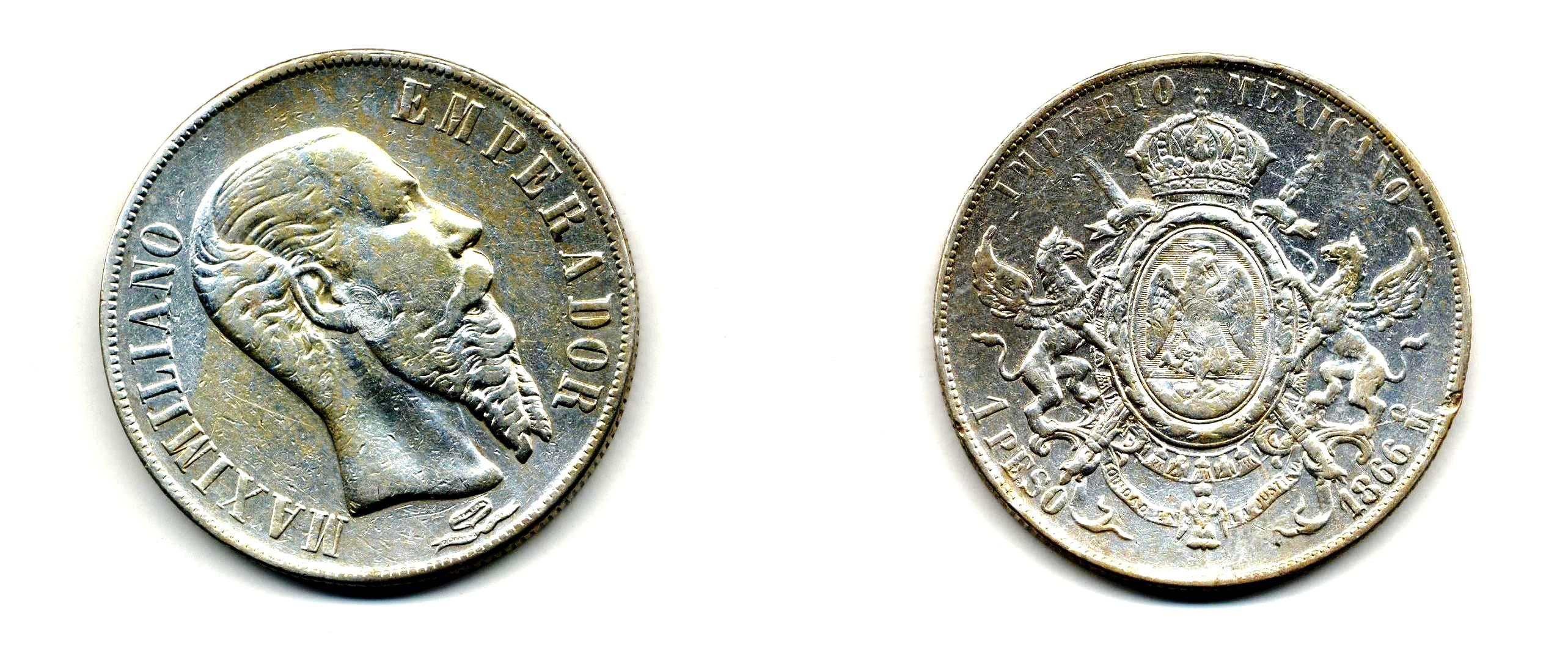
1 песо із зображенням Максиміліана I

## Конституційний лад
Максиміліан I виробив тимчасову конституцію, яка була опублікована 10 квітня 1865 року. Згідно конституції країна оголошувалася спадковою монархією на чолі з імператором. Імператор повинен був керувати за допомогою 9 міністрів та Державної ради, який розглядався як дорадчий орган. Міністри несли відповідальність лише перед законом. Мексика ділилася на 8 військових округів і 50 департаментів, на чолі яких стояли призначувані монархом префекти. Такий поділ продиктовано міркуваннями централізації та прагненням ліквідувати осередки опору шляхом дроблення штатів мексиканської республіки. Проголошувалися рівність перед законом, недоторканність особи та власності, свобода совісті та свобода слова.

## Гоніння на опозицію та фіктивна амністія
У липні 1864 була оголошена амністія республіканцям, які билися проти імперії. Однак вона стосувалася лише тих, хто негайно складе зброю, і тих, хто не скоював злочинів, тобто фактично вона виявилася профанацією. А 3 жовтня 1865 вийшов декрет, відповідно до якого всякий, винний у тому, що вів збройну боротьбу проти імперії, мав бути відданий військово-польовому суду, який обов'язково повинен був винести смертний вирок, який не підлягав оскарженню та виконувався протягом 24 годин.

## Питання свободи і релігії
Імперський уряд видав декрет про свободу друку.
Всупереч очікуванням духовенства, імператор відмовився знищувати свободу віросповідання та підтвердив декрет про націоналізацію церковного майна — Закони про реформу (див. Війна за реформу). Останнє рішення обумовлено небажанням Максміліана I налаштовувати проти себе нових власників церковних земель, і тим, що імперія потребувала грошей, які можна було отримати від продажу цих земель.

## Уряд
Перше міністерство Максиміліана, сформоване в листопаді 1864, переважно складалося з помірних лібералів — модерадос. Однак імператору так і не вдалося розколоти ліберальну партію та створити масову підтримку свого режиму. Крім того, подібні заходи відштовхнули від нього консерваторів та духовенство. Враховуючи ці обставини, Максиміліан I скликав влітку 1866 новий консервативно-реакційний уряд.
Для популяризації свого режиму імператор широко використовував пресу. У Мексиці він фінансував 3 газети. Ним створений Кабінет друку.
Імперський уряд намагався підтримувати корінне населення, для чого була створена Рада у справах індіанців.
Однією з найважливіших проблем, з якою зіткнулося уряд Максиміліана, була фінансова криза. За даними республіканців у 1864 році доходи імперії склали 80 млн франків, а витрати — 120 млн. У 1865 році видатки збільшилися до ~ 200 млн, а бюджетний дефіцит дорівнював сумі близько 100 млн. 
Основними джерелами доходів були податки (33 %) і мита (60 %). Основна ж частина витрат (близько 40 %) припадала на сплату зовнішнього боргу Франції, Сполученому Королівству та іншим кредиторам. Таким чином імперський уряд витрачав коштів майже в 3,5 рази більше, ніж уряд республіканців, що пояснюється не лише виплатою боргів та тратами на ведення війни, а й витратами двору, що становили 1,5 млн дол. проти 30 тис. дол. платні президента.

## Військові справи

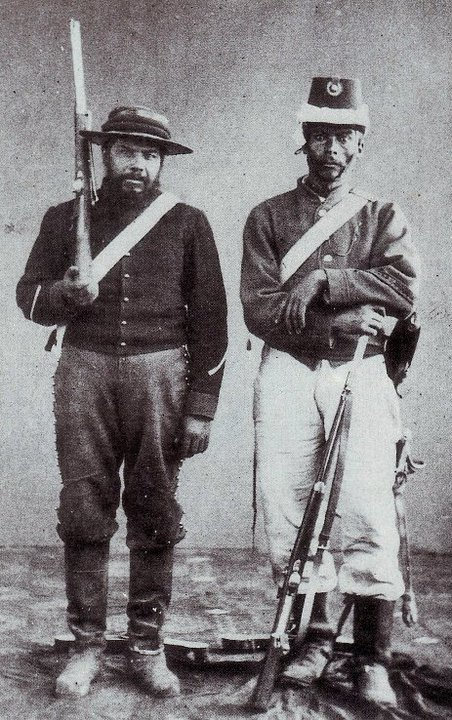
Жандарм та кавалерист Мексиканської імператорської армії

У військовому відношенні імперія спиралася на французьку армію, інші війська складалися з іноземних добровольців, завербованих в Австрії та Бельгії, і з Мексиканської імператорської армії.

## Крах режиму Максиміліана I
За припинення інтервенції виступила французька суспільна думка та опозиція Наполеона III. Продовження окупації Мексики також створювало загрозу військового конфлікту зі США.
У 1866 році, зважаючи на неминучість війни між Францією та Пруссією було оголошено про виведення з країни французьких сил.
Після довгих вагань щодо зречення та повернення до Європи, Максиміліан I скликав в січні 1867 нову асамблею нотаблів, яка 17 голосами з 33 висловилася за збереження влади імператора. До цього, 1 грудня 1866, він видав маніфест, в якому пообіцяв скликати за участю всіх партій національний конгрес для вирішення питання про збереження монархії.
5 лютого 1867 французи залишили столицю Мексики, а до середини березня — всю країну. Максиміліан, при якому залишалося 15-20 тис. мексиканських солдатів та небагато європейських добровольців, відступив в Сантьяго-де-Керетаро, 15 травня місто взяли республіканці.
Імператор був відданий військово-польовому суду і відповідно до декрету від 25 січня 1862 засуджений до розстрілу. Безліч коронованих осіб Європи, а також інші відомі особистості (включаючи Віктора Гюго та Джузеппе Гарібальді) посилали листи та телеграми до Мексики, виступаючи за збереження життя Максиміліана, але Беніто Пабло Хуарес відмовився пом'якшити покарання. Він визнав за необхідне показати, що Мексика не може терпіти втручання у свої внутрішні справи з боку інших країн.
19 червня вирок був приведений у виконання: імператор Максиміліан, генерали Мірамон та Мехіа були розстріляні на Пагорбі дзвонів.
21 червня 1867 республіканці оволоділи Мехіко, а 29 червня — Веракрусом, який був останнім оплотом консерваторів.